# Mike Ott
Mike Ott (ur. 2 marca 1995 w Monachium) – filipiński piłkarz grający na pozycji pomocnika lub napastnika w Ceres FC.

## Życiorys
Ott urodził się w Niemczech, dlatego też od najmłodszych lat rozwijał się w monachijskim TSV 1860. W 2012 roku został włączony do drugiego zespołu TSV. Występował w nim przez dwa lata, po czym przeniósł się do 1. FC Nürnberg. Tutaj też występował tylko w drugim zespole. W 2017 roku podjął decyzję o wyjeździe z Niemiec i został nowym zawodnikiem tajskiego Angthong FC. Po roku gry dla tego klubu, zdecydował się na przejście do filipińskiego Ceres FC. Już w pierwszym sezonie z tym klubem zdobył mistrzostwo kraju.
W reprezentacji Filipin zadebiutował 7 października 2016 roku w przegranym 3:1 meczu z reprezentacją Bahrajnu. Po 4 minutach od momentu wejścia na boisko w tym meczu strzelił także swoją pierwszą bramkę w kadrze. Znalazł się w kadrze Filipin na Puchar Azji 2019.
Jego brat, Manuel Ott, również jest piłkarzem.